# Theodahad keleti gót király
Theodahad, más írásmóddal Thiudahad (latinul: Flavius Theodahatus Rex), (482 – 536. december) toszkán gróf, valamint 534 és 536 között az osztrogótok királya. Filozófusként Platónról írt értekezést; meggyilkoltatta unokatestvérét, Amalasuintha királynőt, Nagy Theuderik keleti gót király leányát, s ezzel ürügyet szolgáltatott I. Justinianus bizánci császárnak itáliai hadjáratára.

## Élete
Amalafrida fiaként, Nagy Theuderik unokaöccseként született. A trónra unokahúga, Theuderik leánya, Amalasuintha feleségül vételével került. 534-ben a gót előkelők felkérték Theodahadot, hogy ossza meg a trónt Amalasuinthával. Theodahad elfogadta a királyi címet, de Amalasuintha, aki szemben állt az osztrogót hagyományokhoz ragaszkodó hatalmi csoporttal, és a bizánci császárhoz fűzte jó viszony, továbbra is úgy uralkodott, ahogy kiskorú fia életében tette. A királynőt 535-ben azután elfogták, és a Bolsena-i tó egyik szigetére vitték, ahol nem sokkal később – Theodahad tudtával – megfojtották fürdőjében. A gyilkosság jó ürügy volt I. Justinianus bizánci császár számára arra, hogy kétségbe vonja Theodahad uralkodásának legitimitását és a bosszú ürügyén Itáliába küldje hadvezérét, Belisariust, aki csapataival elfoglalta Szicíliát és Nápolyt, majd 536-ban bevonult Rómába. Theodahadot a fenyegetett gótok lemondatták; ezután Ravenna felé menekült, de a Via Flaminián egy gót harcos megölte. Más forrás szerint a gótok verték agyon. Theodahad helyére Vitigist választották új királynak.
Itália bizánci visszafoglalása csaknem két évtizedig tartott, és nagyobb pusztítást jelentett, mint az előző két évszázad barbár inváziói.

## Egyéb
- Theodahad király pénzérméi